# Kent Haruf
Alan Kent Haruf (Pueblo, Colorado, Estats Units, 24 de febrer de 1943 – Salida, 30 de novembre de 2014) fou un novel·lista estatunidenc.

## Biografia
Haruf Va néixer a Pueblo (Colorado), fill d'un metodista. Es va graduar amb un BA a la Nebraska Wesleyan University el 1965, on més tard esdevindria professor, i va guanyar un MFA a la Universitat d'Iowa el 1973.
Abans d'esdevenir escriptor, Haruf va treballar a diversos llocs, entre els quals una granja de pollastres de Colorado, una empresa constructora de Wyoming, un hospital de rehabilitació a Denver, un hospital a Phoenix, una biblioteca presidencial a Iowa, un institut alternatiu a Wisconsin, així com de mestre d'anglès amb el Cos de Pau a Turquia i com a professor a les universitats de Nebraska i Illinois. Va viure amb la seva muller, Cathy, a Salida (Colorado) fins a la seva mort el 2014. Va tenir tres filles del seu primer matrimoni.
Totes les seves novel·les tenen lloc a la ciutat fictícia de Holt, ubicada a la part oriental de l'estat de Colorado. Holt s'inspira en el poble de Yuma, lloc on Haruf va viure durant els anys 80 del segle xx. La seva primera novel·la, The Tie That Binds (1984), va rebre un premi Whiting i una menció especial de la Hemingway Foundation/PEN. La seva següent novel·la seria Where You Once Belonged. el 1990. Des de llavors, ha anat publicant diverses històries curtes a unes quantes revistes literàries. Cançó de la plana (Plainsong) es va publicar el 1999 i va esdevenir un best-seller als Estats Units, on va guanyar diversos premis. El 2004 va publicar Capvespre (Eventide), una seqüela de Cançó de la plana. El 2013 publicaria Benedicció (Benediction).
L'estiu de 2014, Haruf va acabar la seva darrera novel·la, Nosaltres en la nit (Our Souls at Night), publicada de manera pòstuma el 2015. La completà just abans de morir. La novel·la fou adaptada posteriorment en una pel·lícula del mateix nom (Our Souls at Night), dirigida per Ritesh Batra i amb actors principals Robert Redford i Jane Fonda.
Va morir el 30 de novembre de 2014 a casa seva a Salida (Colorado), a l'edat de 71 anys, a causa d'una malaltia intersticial difusa del pulmó.

## Premis i reconeixements
- 1986 – Whiting Award de ficció
- 1999 – finalista del National Book Award de 1999 per Cançó de la plana[12]
- 2000 – premi Alex per Plainsong.[13]
- 2005 – Colorado Book Award per Capvespre[14]
- 2005 – finalista del Book Sense Award per Capvespre[12]
- 2009 – Dos Passos Prize de literatura[12]
- 2012 – Wallace Stegner Award[12][15]
- 2014 – seleccionat a Folio Prize per Benedicció[16][17]

## Obres
Novel·les
- The Tie That Binds (1984)
- Where You Once Belonged (1990)
- Cançó de la plana (1999) (traduïda al català per Marta Pera Cucurell a Edicions del Periscopi)[18]
- Capvespre (2004)[19] (traduïda al català per Marta Pera Cucurell a Edicions del Periscopi)[20]
- Benedicció (2013)[21] (traduïda al català per Marta Pera Cucurell a Edicions del Periscopi)
- Nosaltres en la nit (2015) (traduïda al català per Anna Turró Armengol a Angle editorial)

Assajos
- The Making of a Writer. Granta Magazine, número 129: «Fate». Londres: Granta, 2014.

Altres
- West of Last Chance, amb el fotògraf Peter Brown (2008)